# Nick Doodeman
Nick Doodeman (Venhuizen, 22 ottobre 1996) è un calciatore olandese, attaccante del Willem II.

## Carriera

### Club
Cresciuto nel settore giovanile dell'AZ Alkmaar, nel 2016-2017 viene aggregato alla seconda squadra in terza divisione dove gioca 22 incontri realizzando 6 reti.
Nell'estate del 2017 viene ceduto a titolo definitivo al Volendam ed il 3 settembre debutta fra i professionisti giocando l'incontro di Eerste Divisie perso 1-0 contro il Cambuur.
Il 1º febbraio 2021 viene acquistato a titolo definitivo dal Cambuur.

### Nazionale
Ha giocato nelle nazionali giovanili olandesi Under-17 ed Under-18.

## Statistiche
Statistiche aggiornate al 24 ottobre 2021.

### Presenze e reti nei club
| Stagione        | Squadra         | Campionato      | Campionato | Campionato | Coppe nazionali | Coppe nazionali | Coppe nazionali | Coppe continentali | Coppe continentali | Coppe continentali | Altre coppe | Altre coppe | Altre coppe | Totale | Totale | Totale |
| Stagione        | Squadra         | Comp            | Pres       | Reti       | Comp            | Pres            | Reti            | Comp               | Pres               | Reti               | Comp        | Pres        | Reti        | Pres   | Reti   |        |
| --------------- | --------------- | --------------- | ---------- | ---------- | --------------- | --------------- | --------------- | ------------------ | ------------------ | ------------------ | ----------- | ----------- | ----------- | ------ | ------ | ------ |
| 2016-2017       | Jong AZ Alkmaar | 2D              | 22         | 6          |                 | -               | -               |                    | -                  | -                  |             | -           | -           | 22     | 6      |        |
| 2017-2018       | Volendam        | 1D              | 35         | 6          | CO              | 2               | 0               |                    | -                  | -                  |             | -           | -           | 37     | 6      |        |
| 2018-2019       | Volendam        | 1D              | 38         | 7          | CO              | 0               | 0               |                    | -                  | -                  |             | -           | -           | 38     | 7      |        |
| 2019-2020       | Volendam        | 1D              | 29         | 5          | CO              | 1               | 0               |                    | -                  | -                  |             | -           | -           | 30     | 5      |        |
| 2020-gen. 2021  | Volendam        | 1D              | 20         | 8          | CO              | 1               | 0               |                    | -                  | -                  |             | -           | -           | 21     | 8      |        |
| gen.-giu. 2021  | Cambuur         | 1D              | 13         | 1          | CO              | 0               | 0               |                    | -                  | -                  |             | -           | -           | 13     | 1      |        |
| 2021-2022       | Cambuur         | ED              | 4          | 0          | CO              | 1               | 1               |                    | -                  | -                  |             | -           | -           | 5      | 1      |        |
| Totale carriera | Totale carriera | Totale carriera | 161        | 33         |                 | 5               | 1               |                    | -                  | -                  |             | -           | -           | 166    | 34     |        |

## Palmarès

### Club

#### Competizioni nazionali
- Eerste Divisie: 2

Cambuur: 2020-2021
Willem II: 2023-2024